# Michel Léviant
Michel Léviant, né en 1947, est un réalisateur et scénariste français de cinéma et de télévision.

## Biographie
Michel Léviant est sorti de Polytechnique en 1966, puis a fait des études de cinéma aux États-Unis où il réalise son premier court métrage Les Mains. Il est également scénariste depuis de longues années pour la télévision française, il a réalisé trois longs métrages.

## Filmographie

### En tant que réalisateur
- 1979 : Les Naufragés du Havre
- 1981 : La Gueule du loup
- 1987 : Happy End
- 2006 : Le Mur aux fées
- 2006 : En souvenir de nous
- 2016 : La Nuit rebelle

### En tant que scénariste
- 1989 : Le Prix du silence téléfilm réalisé par Jacques Ertaud
- 1994 : La Fille de d'Artagnan réalisé par Bertrand Tavernier
- 1997 : Pardaillan téléfilm  réalisé par Edouard Niermans
- 2002 : Louis la Brocante épisode Louis et l'académie des quatre jeudis
- 2006 : En souvenir de nous réalisé par Michel Léviant
- 2007 : Sous les bombes réalisé par Philippe Aractingi
- 2008 : Un vrai Papa Noël de José Pinheiro (TV)
- 2016 : La Nuit rebelle réalisé par Michel Léviant

### En tant qu'assistant réalisateur
- 1974 : Verdict d'André Cayatte
- 1981 : Julien Fontanes, magistrat de Jean Pignol, épisode Un si joli petit nuage
- 1984 : Liste noire d'Alain Bonnot